# Sunita Narainová
Sunita Narainová (सुनीता नारायण, * 1961) je indická environmentalistka. Vystudovala Univerzitu v Dillí a od roku 1982 pracuje v Centru pro vědu a životní prostředí, které založil Anil Agarwal, v roce 2000 se stala jeho ředitelkou. Věnuje se otázkám globální změny klimatu a dostupnosti pitné vody, vede rovněž projekt indické vlády na záchranu tygrů. Je redaktorkou ekologického časopisu Down to Earth a účinkovala v dokumentárním filmu Je s námi konec?. Obdržela vyznamenání Padma Šrí a Stockholm Water Prize, byla zařazena na seznamy Sto nejvlivnějších intelektuálů světa a Time 100.